# Вооружённый дактилобат
Вооружённый дактилобат (лат. Dactylobatus armatus) — вид хрящевых рыб семейства ромбовых скатов отряда скатообразных. Обитают в центрально-западной части Атлантического океана между 35° с. ш. и  35° ю. ш и между 30° з. д. и 98° з. д. Встречаются на глубине до 900 м. Их крупные, уплощённые грудные плавники образуют диск в виде ромба со округлым рылом. Максимальная зарегистрированная длина 32 см. Откладывают яйца. Не являются объектом целевого промысла.

## Таксономия
Впервые вид был научно описан в 1909 году. Видовой эпитет происходит от слова лат. armatus — «вооружённый».

## Ареал
Эти батидемерсальные скаты обитают в северной части Мексиканского залива, у берегов США и карибского побережья Никарагуа и Южной Америки. Встречаются на глубине от 300 до 900 м, обычно не глубже 700 м.

## Описание
Широкие и плоские грудные плавники этих скатов образуют ромбический диск с округлым рылом и закруглёнными краями. На вентральной стороне диска расположены 5 жаберных щелей, ноздри и рот. На длинном хвосте имеются латеральные складки. У этих скатов 2 редуцированных спинных плавника и редуцированный хвостовой плавник. На концах грудных плавников имеются выросты в виде узкой лопатки. Дорсальная поверхность диска пепельно-серого цвета, покрыта тёмно-коричневыми пятнами и белыми глазчатыми отметинами с тёмной окантовкой. Вентральная поверхность желтоватая, покрыта пятнами мышиного цвета. Передний край нижней стороне диска усеян характерными колючками.  Максимальная зарегистрированная длина 32 см.

## Биология
Подобно прочим ромбовым эти скаты откладывают яйца, заключённые в жёсткую роговую капсулу с выступами на концах. Эмбрионы питаются исключительно желтком.

## Взаимодействие с человеком
Эти скаты не являются объектом целевого промысла. Потенциально могут попадаться в качестве прилова при донном тралении. Данных для оценки Международным союзом охраны природы охранного статуса вида недостаточно.